# Delphacodes foveata
Delphacodes foveata är en insektsart som först beskrevs av Van Duzee 1894.  Delphacodes foveata ingår i släktet Delphacodes och familjen sporrstritar. Utöver nominatformen finns också underarten D. f. subfoveata.